# Leticia Gallardo Martínez
Leticia Gallardo Martínez (Santa María Tlahuitoltepec, Oaxaca, 7 de junio de 1978) es compositora, educadora, clarinetista, directora y fundadora de la primera banda femenil regional Mujeres del Viento Florido para la preservación de la cultura mixe y promover la inclusión de las mujeres en la música tradicional. 

## Trayectoria
Comienza sus estudios musicales a los 8 años de edad en el Centro de Capacitación Musical y Desarrollo de la Cultura Mixe (CECAM) en la comunidad de Santa María Tlahuitoltepec Mixe donde aprende percusiones, solfeo y clarinete.
Después estudió violoncelo en la Escuela de Música Vida y Movimiento en el Centro Cultural Ollin Yolizztli en la Ciudad de México.
Cursó la licenciatura en Artes en el Instituto Multidisciplinario de Especialización de la Ciudad de Oaxaca así como cursos en educación bilingüe en español y mixe a nivel preescolar.
Ha formado parte de las bandas del CECAM, la municipal y otras agrupaciones de Oaxaca que se presentaron por varios estados de la República Mexicana. Estudia la Licenciatura en Pedagogía en la Universidad Pedagógica Nacional en Oaxaca y se titula como maestra de educación básica. Dentro de sus actividades, ha sido asesora técnico-lingüística en la Jefatura de Zonas de Supervisión 01 en San Pedro y San Pablo Ayutla Mixe con el fin de preservar y valorar la  lengua ayuujk o mixe mediante prácticas corales, musicales y lingüísticas.

De acuerdo con la académica Xochitl Chávezː
Como directora ha participado en diversos encuentros y diálogos con otros directores de banda, en su totalidad hombres, de distintas partes de la Sierra Norte de Oaxaca para discutir en torno al rumbo de las bandas filarmónicas de esa región, así como para sistematizar sus estrategias de enseñanza y aprendizaje en el contexto de los pueblos que conservan un gobierno regido por el proyecto civilizatorio comunal, la maestra Leticia Gallardo funda en 2006 la Banda Filarmónica Femenil Mujeres del Viento Florido, con integrantes oriundas de Santa María Tlahuiltoltepec Mixe, y alcanza reconocimiento municipal en 2009. Poco a poco, esta banda comienza a integrar a mujeres músicos de diversos pueblos de la Sierra Juárez de Oaxaca, de la parte zapoteca, y con ello empieza a convertirse en una banda intercultural y multilingüe. En diciembre de 2013, realiza su primera producción discográfica con las Mujeres del Viento Florido, posicionándolas en el ámbito de los músicos que han dejado registro de su trabajo como agrupación.
En 2018, organizó el Primer Encuentro de Mujeres Músicos en Santa María Tlahiotoltepec Mixe, Oaxaca al que asistieron músicas, directoras, compositoras, académicas y estudiantes músicas nacionales e internacionales para generar talleres y estrategias organizativas en un espacio seguro para compartir experiencias y cotidianidades en torno a la música. Se basó en un feminismo orgánico en el que se buscó trabajar horizontal y contextualmente entre todas las integrantes en aras de crear un espacio para fortalecer la formación musical así como compartir inquietudes al respecto.
Uno de los resultados del trabajo colaborativo entre las diferentes mujeres es la siguienteː
Mujeresː
Aː Nos dijeron que no podemos. / Y demostramos que sí. / No tenemos que ser perfectas. / Siempre daré lo mejor de mí.
Bː Agradecemos a las que abrieron el paso. / Y a las que vendrán después. / La ayuda que nos brindamos / tocando juntas como mujer.
Coroː ¿Qué hacemos en una bandɑ? / Tocamos como mujer. / Tocamos con alegría. / Tocamos con muchas ganas. / ¿Qué hacemos en una banda? / Tocamos entre amigas. Tocamos con mucho amor. / Con todo el corazón.
Cː Que nada ni nadie apague / los sueños que tienes hoy. / Que sea tu pista de vuelo. / Y no de un mal aterrezaje. 

Dː Vamos tejiendo redes / de apoyo y fortaleza. / Abriendo nuevos caminos / repletos de música y letra.

## Mujeres del Viento Florido
En 2009 nace la banda regional Mujeres del Viento Florido de manera independiente por iniciativa de padres de familia de niñas, así como mujeres músicas de la comunidad ya que a muchas de ellas no les era permitido participar en bandas regionales debido a que es un ámbito mayoritariamente de hombres.
A mis padres les preguntaban que cómo era posible que me dieran permiso de ir a los conciertos donde acudían puros hombres. Eso no lo veían bien. Sin embargo, para mí no había diferencia entre ser mujer u hombre y tocar en una agrupación. Para mí eso era normal y así continué hasta formar la banda que ahora dirijo y que es mi total orgullo. Puedo decir que las mujeres podemos estar donde queramos”- Leticia Gallardo Martínez
La banda cuenta con la participación de 40 niñas, adolescentes y niñas originarias de varias regiones de Oaxaca. Ha participado en el Encuentro internacional de Directoras de Bandas Musicales, colaborado con artistas como Mon Laferte en Se va la vida, Alejandra Robles, Lila Downs Mujercita Músico y Vivir Quintana con la canción Vivir sin miedo en ayuujk.

## Discografía
- Mujeres (2021)[10] -Mon Laferte
- Viento florido: homenaje a compositores tradicionales oaxaqueños (2020)[11]